# Žold
Žold (odvozeno z latinského solidus přes němčinu) je z antických dob označení pro plat, který byl vyplácen za vojenskou službu.

## Žold vojenský
Ve středověku byl žold vyplácen z pokladny panovníka nebo města podle prospěchu vykonávané služby, zpočátku zpravidla jen po dobu trvání válečného stavu. Po vzniku stálých žoldnéřských armád v 16. století byl vydáván i v dobách míru ze státní pokladny.

## Žold čestný
Čestný žold byl zvláštním platem nebo i penzí vyměřovanou vojákům, kteří projevili zvláštní statečnost v boji. Přiznání čestného žoldu bylo většinou spojeno s udělením určitého vojenského vyznamenání. Čestný žold byl poprvé udělen začátkem 19. století ve francouzské armádě, kde činil 200–600 franků. V Prusku byl žold přidělován seniorům, kteří byli za svoji službu vyznamenáni železným křížem. V Rakouské monarchii pobírali tento žold, v podstatě penzi, nositelé vojenského řádu Marie Terezie a vojáci, kterým byla udělena stříbrná nebo zlatá medaile za statečnost druhého stupně.